# Dragul meu polițist
Dragul meu polițist (titlul original: în franceză Tendre Poulet) este un film de comedie polițistă francez, realizat în 1978 de regizorul Philippe de Broca, adaptare după romanul Le commissaire Tanquerelle et le Frelon de Jean-Paul Rouland și Claude Olivier, publicat în 1976, protagoniști fiind actorii Annie Girardot, Philippe Noiret, Catherine Alric și Hubert Deschamps.

## Rezumat
Lise Tanquerelle este un detectiv discret care, într-o dimineață, se ciocnește de visătorul șofer de motoretă Antoine Lemercier. Acesta este începutul unei aventuri de dragoste între două persoane care s-au cunoscut de pe vremea facultății și apoi au pierdut legătura. Dar calea către fericirea comună nu este deloc ușoară, deoarece Antoine, acum profesor de greacă veche, a devenit un personaj ciudat, iar Lise este complet absorbită de munca ei. Un nou caz se dovedește a fi extrem de misterios, întrucât mai mulți deputați din Paris sunt înjunghiați în spate, întotdeauna cu aceeași armă crimei, un pumnal cu cap de leopard pe mâner. Cei doi se văd rar până când superiorii Lisei îi iau cazul din cauza lipsei de succes în anchetă...

## Distribuție
- Annie Girardot – comisar Lise Tanquerelle
- Philippe Noiret – Antoine Lemercier, profesor de greacă veche la Sorbonne și corist amator
- Catherine Alric – Christine Vallier, amanta doctorului Mignonac
- Hubert Deschamps – dl. Charmille
- Paulette Dubost – Simone, mama Lisei Tanquerelle
- Roger Dumas – inspector Marcel Guérin
- Raymond Gérôme – directorul de la PJ (poliția judiciară)
- Guy Marchand – comisar Beretti
- Simone Renant – Suzanne, mătușa Lisei Tanquerelle
- Georges Wilson – doctor Alexandre Mignonac, deputat de Aurillac
- Monique Tarbès – femeia la toaletă
- Henri Czarniak – inspector Cassard
- Maurice Illouz – inspector Picot
- Georges Riquier – profesor Pelletier
- Alain David – decanul Lavergne
- Gabriel Jabbour – medicul legist
- Armelle Pourriche – Catherine Tanquerelle, fiica Lisei
- Michel Rocher – laborantul
- Jacques Boudet – bărbatul elegant
- Anna Gaylor – portarul lui Lemercier
- Jacques Frantz – inspector Verdier
- Francis Lemaire – Antonio, coaforul efeminat
- Jacqueline Doyen – dna. Melun, poștărița
- Roger Muni – croitorul
- Sarah Sterling – Berthe
- Gilbert Richard – speakerul
- Bernard Spiegel – un jurnalist
- Colette Duval – farmacista
- Jean-Pierre Rambal – chelnerul de la „Tête Noire”
- Guy Anthony – dl. de Grandville, deputat de Calvados
- Guy Di Rigo – Maurice Rombard, deputat de Saint-Denis
- Michel Norman – Albert, un inspector (nemenționat)
- René Lefèvre-Bel – ministrul de interne (nemenționat)

## Sequel
Acest film are o continuare care în România a rulat sub titlul În căutarea lui Jupiter (1980), regizat tot de Philippe de Broca, în care Lise și Antoine își petrec luna de miere în Grecia. Câțiva alți actori apar în roluri diferite, printre care Catherine Alric, care joacă un rol secundar important în fiecare dintre cele două filme.